# Rue de Paris, temps de pluie
Rue de Paris, temps de pluie est une peinture à l'huile sur châssis entoilé du peintre français Gustave Caillebotte (1848-1894), réalisée en 1877. Elle est conservée à l'Art Institute of Chicago, aux États-Unis.

## Historique
Ce tableau fut réalisé par Gustave Caillebotte, alors âgé de vingt-neuf ans, pour la troisième exposition impressionniste organisée par la Société anonyme des artistes peintres, sculpteurs et graveurs à Paris au 6, rue Le Peletier en avril 1877, au cours de laquelle il présenta six œuvres dont cette toile. Elle est montrée ensuite après la mort de l'artiste (survenue le 21 février 1894) à la rétrospective de son œuvre organisée chez Durand-Ruel en juin 1894. Plus tard, la première grande rétrospective moderne de l'œuvre de Caillebotte est organisée en 1951 à Paris la galerie Beaux-Arts, et la Rue de Paris, temps de pluie en est un des clous. Le tableau est installé par son frère Martial Caillebotte au château de Montglat  vers 1900. 
Comme la majorité des œuvres de Caillebotte, ce tableau demeure dans la famille de Mme Albert Chardeau, née Geneviève Caillebotte (nièce de l'artiste), jusqu'au milieu du XXe siècle. La toile est achetée en 1955 par Walter P. Chrysler Jr. (en) (1909-1988), fils du fondateur de Chrysler) qui la revend en 1964 à la galerie Wildenstein laquelle la vend aussitôt à l'Institut d'art de Chicago. Une esquisse à l'huile de ce tableau a été donnée par Caillebotte à Claude Monet ; elle se trouve aujourd'hui au musée Marmottan de Paris. Diverses études préparatoires sont dispersées dans des collections particulières.
Cette œuvre majeure de Caillebotte a été exposée dans neuf villes des États-Unis en 1956 et 1957 (dans le cadre de la collection Chrysler) ; puis en 1960 à Dayton ; en 1969 de nouveau à Minneapolis ; en 1976/1977 à Houston, pour la grande rétrospective Caillebotte ; à Washington, puis à Chicago en 1986 ; et entre septembre 1994 et janvier 1995 à Paris à l'exposition Caillebotte du Grand Palais, ce qui fut une révélation pour le public francophone. Elle a été montrée ensuite à Fort Worth en 2008 ; à Essen en 2011 ; à Paris au musée d'Orsay en 2012/2013, puis de nouveau à Washington en juin-octobre 2015 à la National Gallery of Art, pour l'exposition « Gustave Caillebotte: The Painter’s Eye » ; enfin, de nouveau à Fort Worth (Texas) au Kimbell Art Museum du 8 novembre 2015 au 14 février 2016.

## Description
Cette toile se caractérise par ses tons sobres, des teintes discrètes et le soin particulier apporté aux détails. Il s'agit d'une peinture très réaliste, notamment grâce aux reflets de la pluie sur le trottoir et les pavés. Sur la partie gauche du tableau, le regard du spectateur se porte au loin, sur les immeubles du fond, alors qu'à droite et au premier plan le regard est attiré par les personnages, dont les visages et les tenues sont extrêmement soignés.
Ce tableau de Gustave Caillebotte représente la déambulation, par temps de pluie, de bourgeois et de personnes aisées vêtus de couleurs foncés (hommes et femmes confondus) tenant des parapluies noirs dans les rues pavées de Paris juste après les grands travaux entrepris par le baron Haussmann. Il met en avant un couple au premier plan (à droite) devant un lampadaire ; ce style diffère de celui des artistes de son époque qui préfèrent généralement avoir une symétrie et représenter les personnages en entier. Son point de vue est celui d'un observateur situé sur le trottoir de droite (côté pair), à l'extrémité nord-ouest de la partie méridionale de la rue du Turin, portant son regard sur l'actuelle place de Dublin avec en perspective la rue de Moscou (à gauche), la rue Clapeyron (au centre), et la partie septentrionale de la rue de Turin (à droite) ; la rue de Saint-Pétersbourg n'étant pas visible (à l'extrême droite) mais suggérée. Si l'aspect du site à évolué depuis cette époque — ainsi le pavage de la chaussée est de nos jours bituminé et ont été plantés quelques arbres — tous les immeubles visibles sur le tableau existent toujours, quasiment inchangés.

## Réception de l'œuvre
Émile Zola qui avait jusque-là émis des critiques très sévères sur le travail de Caillebotte, écrivit à propos de ce tableau :

« Enfin, je nommerai M. Caillebotte, un jeune peintre du plus beau courage et qui ne recule pas devant les sujets modernes grandeur nature. Sa Rue de Paris par un temps de pluie montre des passants, surtout un monsieur et une dame au premier plan qui sont d'une belle vérité. Lorsque son talent se sera un peu assoupli encore, M. Caillebotte sera certainement un des plus hardis du groupe. »

— Émile Zola, Notes parisiennes du 19 avril 1877

## Illustrations

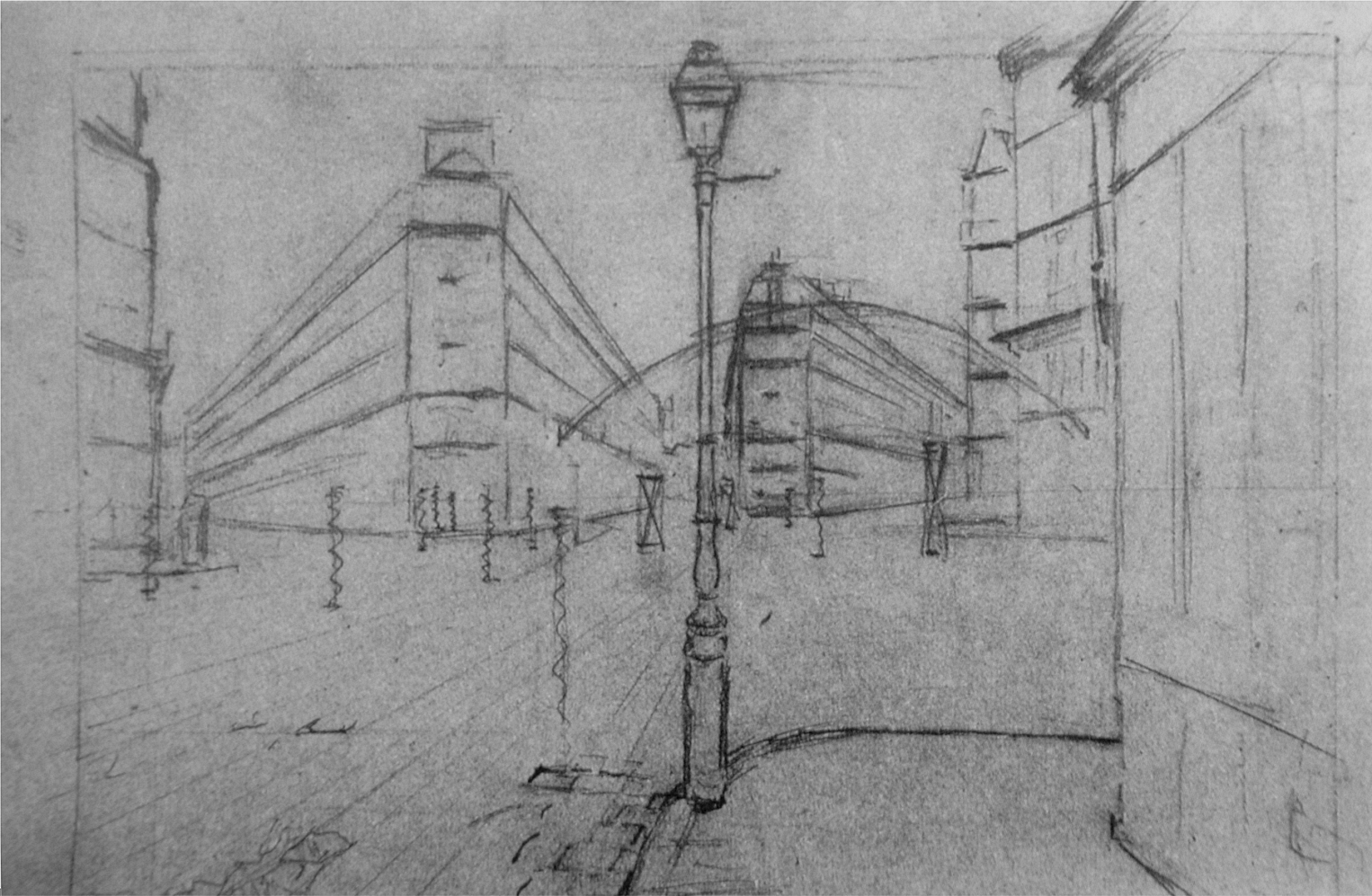
Étude préparatoire.
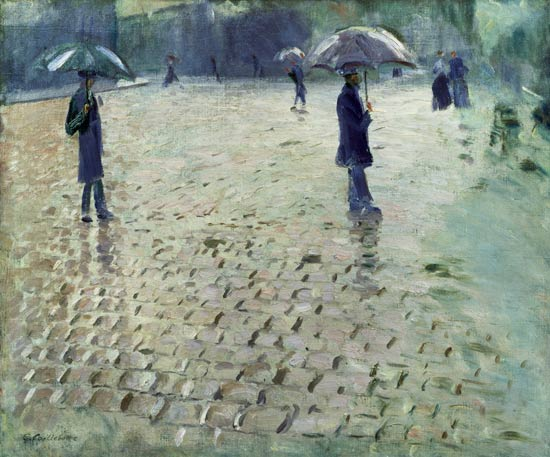
Étude.
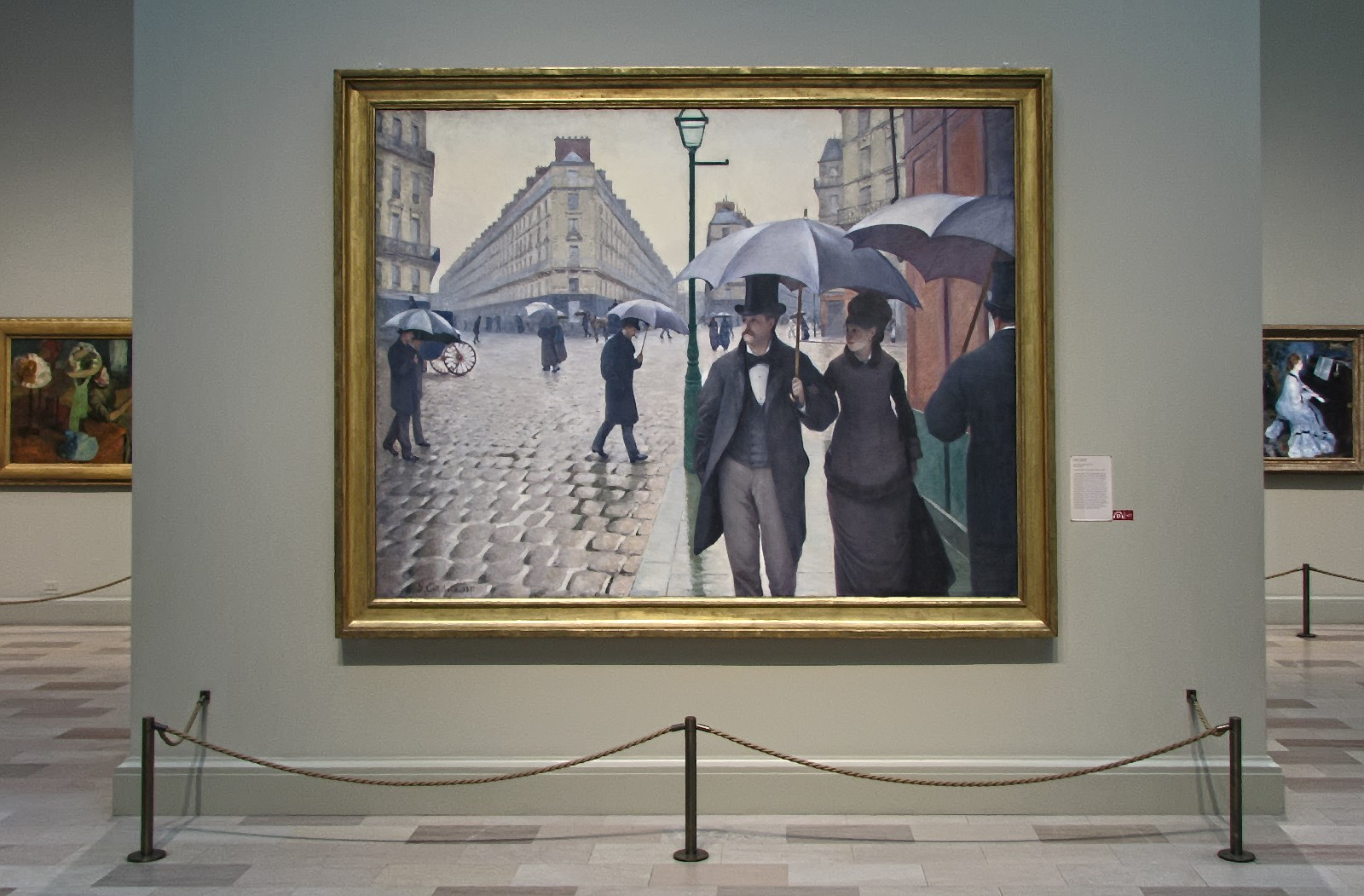
Le tableau présenté à l'Institut d'art de Chicago.
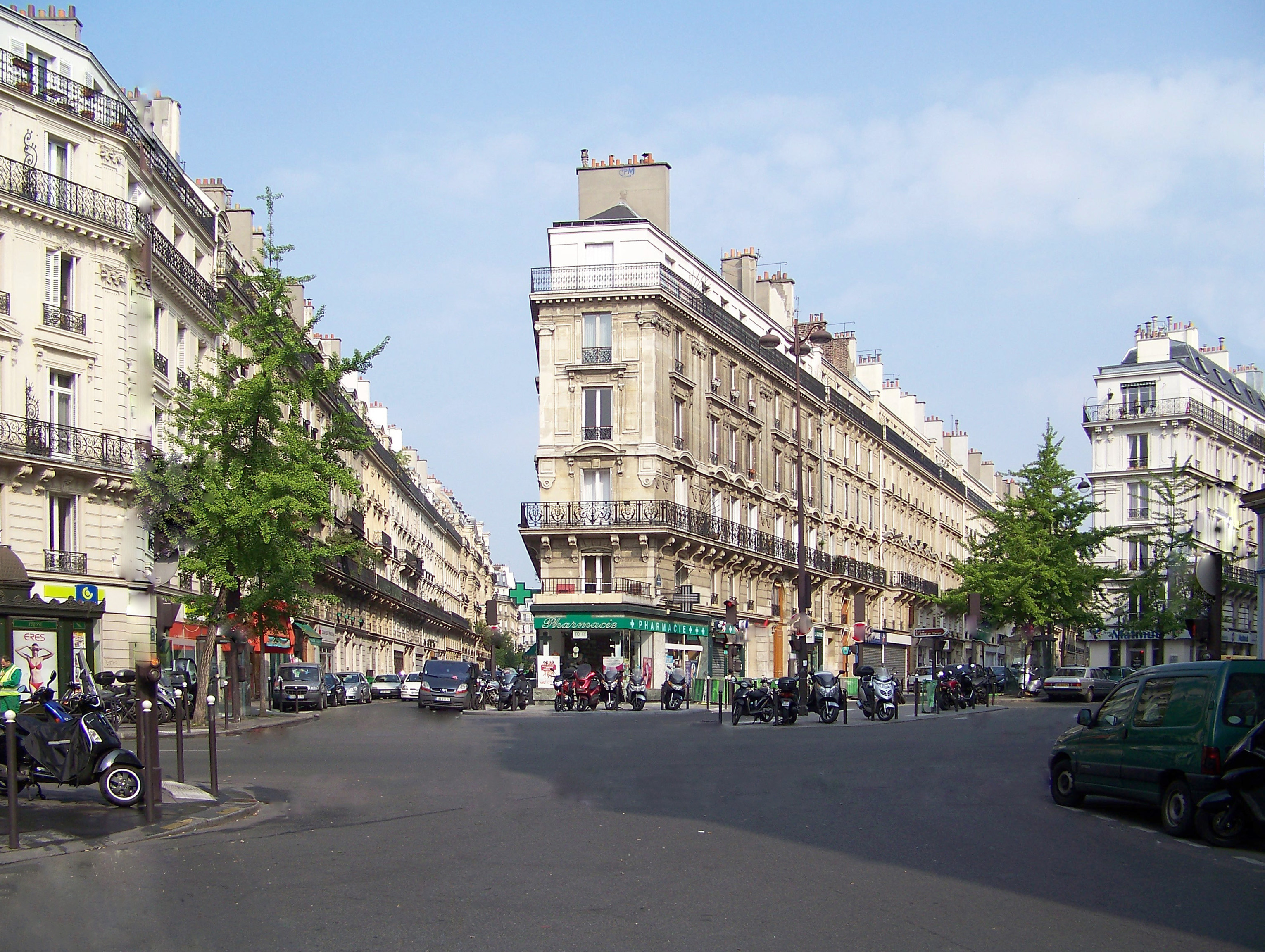
Vue de la place de Dublin en 2010.